# Халикеевский сельсовет
Халикеевский сельсовет — муниципальное образование в Стерлибашевском районе Башкортостана.
Административный центр — село Халикеево.

## История
Согласно Закону о границах, статусе и административных центрах муниципальных образований в Республике Башкортостан имеет статус сельского поселения.

## Население
| 2002 | 2009  | 2010 | 2012 | 2013 | 2014 | 2015 |
| ---- | ----- | ---- | ---- | ---- | ---- | ---- |
| 1015 | ↗1022 | ↘880 | ↘851 | ↘826 | ↘803 | ↘770 |
| 2016 | 2017  | 2018 |      |      |      |      |
| ↘734 | ↘689  | ↘668 |      |      |      |      |

## Состав сельского поселения
| № | Населённый пункт | Тип населённого пункта       | Население |
| - | ---------------- | ---------------------------- | --------- |
| 1 | Халикеево        | село, административный центр | ↘350      |
| 2 | Амирово          | село                         | ↘483      |
| 3 | Акчишма          | деревня                      | ↘41       |
| 4 | Сары-Елга        | деревня                      | ↘6        |